# Linda Loppa
Linda Loppa (Antwerpen, 26 juni 1948) is een Belgische modeontwerpster en -docente. Ze is voormalig directeur en curator van het ModeMuseum MoMu, leidde jarenlang de afdeling Mode van de Koninklijke Academie voor Schone Kunsten van Antwerpen en daarna het mode-instituut Polimoda in Florence. Ze is actief als curator en modeconsulente.

## Studies & vroege carrière
Linda Loppa, dochter van kleermaker Renzo Loppa, wilde architect worden, maar studeerde vier jaar lang mode aan de Koninklijke Academie voor Schone Kunsten van Antwerpen. In 1971 studeerde ze af en begon ze te werken bij de Belgische regenmantelfabrikant Bartsons. In 1978 begon ze met haar winkelzaak Loppa, waar ze als een van de eersten onder andere Gianni Versace, Claude Montana, Pierre Cardin, Helmut Lang en Comme des Garçons verkocht, merken die op dat moment weinig aandacht kregen in België, maar waarvan de vormgeving Loppa aansprak. Omdat Antwerpse modestudenten vaak met Loppa kwamen discuteren, vroeg een docent van de Academie haar om les te geven.

## Sleutelrol Antwerpse mode
Begin de jaren '80 startte Loppa als docente aan de modeopleiding van de Koninklijke Academie voor Schone Kunsten van Antwerpen. Door gericht de dialoog met modestudenten aan te gaan, door ze te stimuleren hun eigen ideeën om te zetten en naar andere creatieve domeinen zoals de kunst te kijken, bracht Loppa de studenten verder in hun creatief proces. In 1985 werd ze hoofd van de afdeling Mode. Onder haar begeleiding kreeg de opleiding een internationale reputatie met afgestudeerden als Veronique Branquinho, Haider Ackermann en Kris Van Assche. 
Loppa stimuleerde ook Raf Simons door hem bij haar vader de basisprincipes van het kleermakersvak te laten leren. 
In 2007 volgde Walter Van Beirendonck haar op aan het roer van de afdeling.
Intussen had Linda Loppa in 1996 samen met Geert Bruloot, Gerdi Esch en Patrick De Muynck Mode Antwerpen opgericht, wat later zou uitgroeien tot het Flanders Fashion Institute (FFI). Het instituut werd in april 1997 uitgeroepen tot cultureel ambassadeur van Vlaanderen.
Op 9 juni 1998 werd Linda Loppa opgenomen in de Galerij der Prominenten van de Kamer van Koophandel in Antwerpen. Datzelfde jaar werd ze benoemd tot hoofd van het toekomstige ModeMuseum MoMu, een baan die ze vanaf de opening van het museum combineerde met haar functie als hoofd van de modeopleiding en haar rol binnen het FFI.

## Naar Florence
In 2006 kwam financieel wanbeheer aan het licht binnen het FFI. De Vlaamse Regering trok hierop de subsidies van het instituut in en eiste het vertrek van de verantwoordelijken. Linda Loppa nam gedwongen ontslag.
In 2007 verliet Linda Loppa Antwerpen om de school Polimoda, International Institute of Fashion Design & Marketing in Florence te leiden, waar ze tevens docente modedesign was. Deze functie bekleedde ze tot 2016, toen ze voor het instituut naar Parijs verhuisde.
In 2016 richtte zij haar studio Linda Loppa Factory op, waarmee zij haar projecten op vlak van kunst, cultuur en vorming wil bundelen.

## Boek
In 2019 publiceerde Linda Loppa Life is a Vortex, een boek met beschouwingen uit de eeuwig bewegende cyclus van de modewereld, belevenissen uit de kunstwereld en persoonlijke verhalen. Het boek kwam er op vraag en met steun van Polimoda.
Linda Loppa is actief als consulente, als curator van tentoonstellingen en ze geeft lezingen over mode en kunst en het domein ertussenin.